# أونو (دراجة نارية)

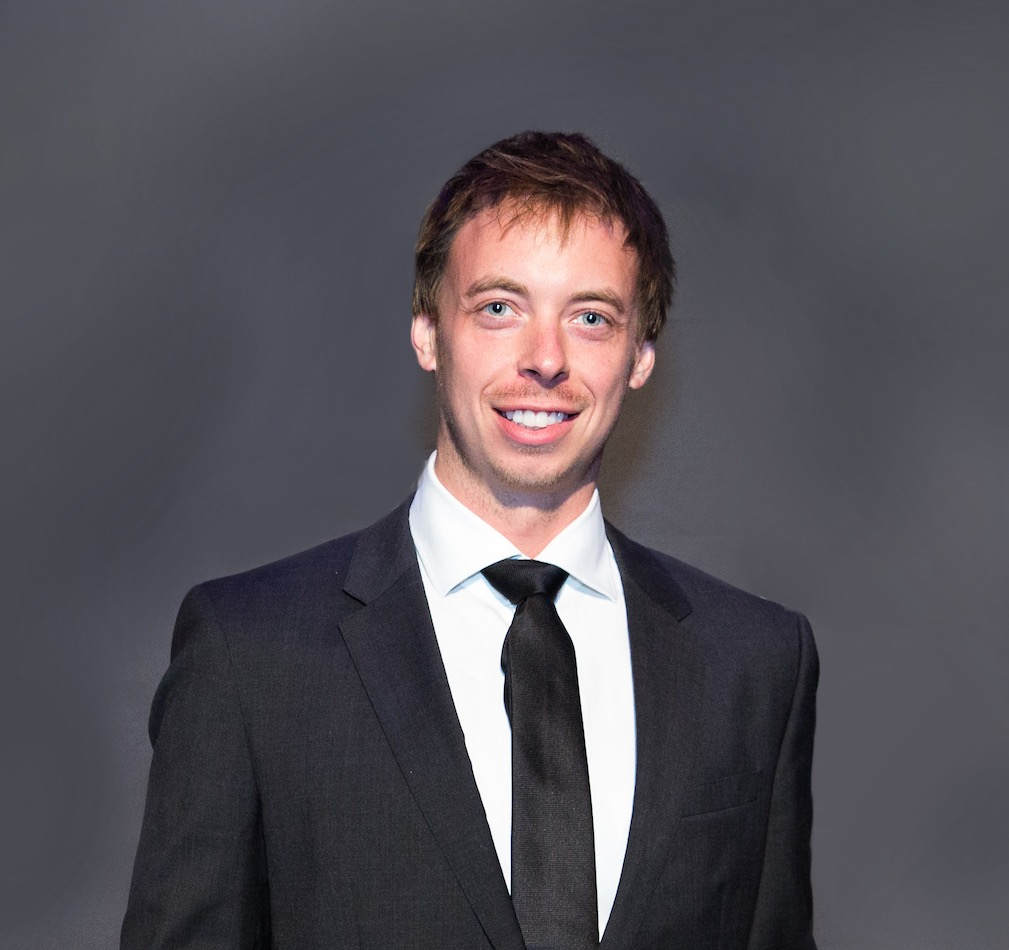

أونو (بالإنجليزية: Uno)‏ دراجة نارية كهربائية تشبه إلى حد ما الدراجة الأحادية النارية، اخترعت من طرف بن غولاك (بالإنجليزية: Ben Gulak)‏ في سن الثامنة عشر.
لأونو عجلتان متحاذيتان، وهو ما يعطيها شكلها الفريد. تعتمد أونو على وضعية الراكب للتحكم بها، حيث إذا مال الراكب إلى الأمام فإن سرعتها تزيد، وإذا مال إلى الخلف تتباطأ.

## وصلات خارجية
الموقع الرسمي لأونو